# Крістіан Фіттіпальді
Крістіан Фіттіпальді (порт. Christian Fittipaldi, Сан-Паулу, 18 січня 1971) — бразильський автогонщик, учасник чемпіонату світу Формули-1. Чемпіон Формули-3000 1991 року. Син колишнього гонщика і власника команди Формули-1 Вілсона Фіттіпальді та племінник дворазового чемпіона Формули-1 і переможця «Інді-500» Емерсона Фіттіпальді.